# Ronde van Italië 1979
| Eindklassement      |                      |              |
| Algemeen klassement | Giuseppe Saronni     | 89h 29' 18"  |
| Tweede              | Francesco Moser      | + 2' 09"     |
| Derde               | Bernt Johansson      | + 5' 13"     |
| Vierde              | Michel Laurent       | + 5' 31"     |
| Vijfde              | Silvano Contini      | + 7' 33"     |
| Zesde               | Mario Beccia         | + 7' 50"     |
| Zevende             | Fausto Bertoglio     | + 11' 27"    |
| Achtste             | Josef Fuchs          | + 13' 07"    |
| Negende             | Gody Schmutz         | + 14' 16"    |
| Tiende              | Roberto Visentini    | + 16' 11"    |
| (Bel)               | Ronny De Witte (17e) | + 31' 58"    |
| (Ned)               | Roy Schuiten (33e)   | + 1h 11' 54" |
| Rode Lantaarn       | Bruno Zanoni (111e)  | + 3h 00' 50" |
| Puntenklassement    | Giuseppe Saronni     | 275 punten   |
| Tweede              | Francesco Moser      | 274 punten   |
| Derde               | Bernt Johansson      | 260 punten   |
| Bergklassement      | Claudio Bortolotto   | 495 punten   |
| Tweede              | Beat Breu            | 330 punten   |
| Derde               | Bernt Johansson      | 300 punten   |
| Jongerenklassement  | Silvano Contini (5e) | 89h 36' 51"  |
| Tweede              | ?                    | -            |
| Derde               | ?                    | -            |
| Ploegenklassement   | Scic                 | 325h 52' 53" |
| Tweede              | Mecap                | -            |
| Derde               | San Giacomo          | -            |

In 1979 ging de 62e Giro d'Italia op 17 mei van start in Florence. Hij eindigde op 6 juni in Milaan. Er stonden 130 renners verdeeld over 13 ploegen aan de start. Hij werd gewonnen door Giuseppe Saronni.
Aantal ritten: 19

Totale afstand: 3301.0 km

Gemiddelde snelheid: 36.887 km/h

Aantal deelnemers: 130

## Startlijst
Bianchi-Faema
- 1.  Johan De Muynck
- 2.  Alex Van Linden
- 3.  Silvano Contini
- 4.  Aldo Donadello
- 5.  Knut Knudsen
- 6.  Salvatore Maccali
- 7.  Valerio Lualdi
- 8.  Sergio Parsani
- 9.  Aldo Parecchini
- 10.  Rik Van Linden

CBM Fast-Gaggia
- 11.  Tulio Bertacco
- 12.  Maurizio Bertini
- 13.  Luciano Borgognoni
- 14.  Annunzio Colombo
- 15.  Corrado Donadio
- 16.  Renato Laghi
- 17.  Alfonso Dal Pian
- 18.  Angelo Tosoni
- 19.  Roberto Visentini
- 20.  Bruno Zanoni

Carlos-Galli-Castelli
- 21.  Dirk Baert
- 22.  Bruno Vicino
- 23.  Shane Bartley
- 24.  Finn Clausen
- 25.  Louis Luyten
- 26.  Eugène Plet
- 27.  Willem Thomas
- 28.  Urbain Van Der Flaes
- 29.  René Van Gils
- 30.  Dirk Gilbert

Gis Gelati
- 31.  Roger De Vlaeminck
- 32.  Carmelo Barone
- 33.  Leonardo Bevilacqua
- 34.  Ronny Bossant
- 35.  Silvano Cervato
- 36.  Willy De Geest
- 37.  Ronan De Meyer
- 38.  Piero Falorni
- 39.  Walter Passuello
- 40.  Antonio D'Alonzo

Magniflex-Famcucine
- 51.  Bernt Johansson
- 52.  Per Bausager
- 53.  Roberto Ceruti
- 54.  Jean-Claude Fabbri
- 55.  Jorgen Marcussen
- 56.  Ignazio Paleari
- 57.  Graziano Rossi
- 58.  Amilcare Sgalbazzi
- 59.  Giancarlo Tartoni
- 60.  Gino Tigli

Mecap-Hoonved
- 61.  Mario Beccia
- 62.  Guiliano Cazzolato
- 63.  Vicenzo De Caro
- 64.  Mario Fraccaro
- 65.  Luciano Loro
- 66.  Dante Morandi
- 67.  Dino Porrini
- 68.  Luciano Rossignoli
- 69.  Sergio Santimaria
- 70.  Roberto Sorlini

San Giacomo-Mobilificio
- 71.  Alessio Antonini
- 72.  Fausto Bertoglio
- 73.  Cesare Cipollini
- 74.  Franco Conti
- 75.  Giuseppe Fatato
- 76.  Giuseppe Martinelli
- 77.  Francesco Masi
- 78.  Giuseppe Perletto
- 79.  Leone Pizzini
- 80.  Orlando Maini

Peugeot-Esso-Michelin
- 81.  Gregor Braun
- 82.  Alan Van Heerden
- 83.  Yves Hézard
- 84.  Michel Laurent
- 85.  Roger Legeay
- 86.  Patrick Perret
- 87.  Guy Sibille
- 88.  Bernard Thévenet
- 89.  Marcel Tinazzi
- 90.  Jean-Luc Vandenbroucke

Sanson-Luxor TV
- 91.  Francesco Moser
- 92.  Claudio Bortolotto
- 93.  Ronald De Witte
- 94.  Phil Edwards
- 95.  Simone Fraccaro
- 96.  Renato Marchetti
- 97.  Palmiro Masciarelli
- 98.  Marcello Osler
- 99.  Wladimiro Panizza
- 100.  Attilio Rota

Sapa Assicurazioni-Frontini
- 101.  Vittorio Algeri
- 102.  Marino Amadori
- 103.  Alessandro Bettoni
- 104.  Giancarlo Casiraghi
- 105.  Stefano D'Arcangelo
- 106.  Walter Dusi
- 107.  Fiorenzo Favero
- 108.  Leonardo Natale
- 109.  Mario Noris
- 110.  Paolo Rosola

Scic
- 111.  Giuseppe Saronni
- 112.  Arnaldo Caverzasi
- 113.  Luciano Conati
- 114.  Josef Fuchs
- 115.  Walter Riccomi
- 116.  Enrico Paolini
- 117.  Gabriele Landoni
- 118.  Alfredo Chinetti
- 119.  Armando Lora
- 120.  Roy Schuiten

Willora-Bonanza
- 121.  Godi Schmutz
- 122.  Guido Amrhein
- 123.  Hansjörg Aemisegger
- 124.  Thierry Bolle
- 125.  Beat Breu
- 126.  Alex Frei
- 127.  Guido Frei
- 128.  Fridolin Keller
- 129.  Erwin Lienhard
- 130.  Josef Wehrli

Zonca-Santini
- 131.  Pierino Gavazzi
- 132.  Giancarlo Bellini
- 133.  Claudio Corti
- 134.  Enrico Guadrini
- 135.  Leonardo Mazzantini
- 136.  Clyde Sefton
- 137.  Piero Spinelli
- 138.  Claudio Torelli
- 139.  Ennio Vanotti
- 140.  Bruno Wolfer

## Belgische en Nederlandse prestaties
In totaal namen vijftien Belgen en één Nederlander (Roy Schuiten) deel aan de Giro van 1979.

### Belgische etappezeges
- Roger De Vlaeminck won de 2e etappe van Perugia naar Castel Gandolfo, de 9e etappe van San Marino naar Pistoia en de 12e etappe van Alessandria naar Saint-Vincent-d'Aoste.

### Nederlandse etappezeges
- In 1979 was er geen Nederlandse etappezege.

## Etappe uitslagen
| Datum                  | Etappe    | Parcours                          | Afstand | Eerste                    | Tweede                   | Derde                    | Klassementsleider      |
| ---------------------- | --------- | --------------------------------- | ------- | ------------------------- | ------------------------ | ------------------------ | ---------------------- |
| 17 mei                 | proloog   | Florence                          | 8.0 km  | Francesco Moser (Ita)     | Giuseppe Saronni (Ita)   | Knut Knudsen (Noo)       | Francesco Moser (Ita)  |
| 18 mei                 | etappe 1  | Florence - Perugia                | 156 km  | Mario Beccia (Ita)        | Knut Knudsen (Noo)       | Roger De Vlaeminck (Bel) | Francesco Moser (Ita)  |
| 19 mei                 | etappe 2  | Perugia - Castel Gandolfo         | 204 km  | Roger De Vlaeminck (Bel)  | Francesco Moser (Ita)    | Vittorio Algeri (Ita)    | Francesco Moser (Ita)  |
| 20 mei                 | etappe 3  | Caserta - Napels (tijdrit)        | 31 km   | Francesco Moser (Ita)     | Knut Knudsen (Noo)       | Giuseppe Saronni (Ita)   | Francesco Moser (Ita)  |
| 21 mei                 | etappe 4  | Caserta - Potenza                 | 210 km  | Claudio Bortolotto (Ita)  | Mario Beccia (Ita)       | Giuseppe Saronni (Ita)   | Francesco Moser (Ita)  |
| 22 mei                 | etappe 5  | Potenza - Vieste                  | 223 km  | Giuseppe Saronni (Ita)    | Francesco Moser (Ita)    | Roger De Vlaeminck (Bel) | Francesco Moser (Ita)  |
| 23 mei                 | etappe 6  | Vieste - Chieti                   | 260 km  | Bruno Wolfer (Zwi)        | Angelo Tosoni (Ita)      | Giuseppe Saronni (Ita)   | Francesco Moser (Ita)  |
| 24 mei                 | etappe 7  | Chieti - Pesaro                   | 252 km  | Alan Van Heerden (Zaf)    | Salvatore Maccali (Ita)  | Sergio Santimaria (Ita)  | Francesco Moser (Ita)  |
| 25 mei                 | etappe 8  | Rimini - San Marino (tijdrit)     | 28 km   | Giuseppe Saronni (Ita)    | Knut Knudsen (Noo)       | Bernt Johansson (Zwe)    | Giuseppe Saronni (Ita) |
| 26 mei                 | etappe 9  | San Marino - Pistoia              | 248 km  | Roger De Vlaeminck (Bel)  | Michel Laurent (Fra)     | Claudio Bortolotto (Ita) | Giuseppe Saronni (Ita) |
| 27 mei                 | etappe 10 | Lerici - Porto Venere (tijdrit)   | 25 km   | Knut Knudsen (Noo)        | Giuseppe Saronni (Ita)   | Roberto Visentini (Ita)  | Giuseppe Saronni (Ita) |
| 28 mei                 | etappe 11 | La Spezia - Voghera               | 212 km  | Bernt Johansson (Zwe)     | Silvano Contini (Ita)    | Gody Schmutz (Zwi)       | Giuseppe Saronni (Ita) |
| 29 mei                 | etappe 12 | Alessandria - Saint-Vincent       | 204 km  | Roger De Vlaeminck (Bel)  | Giuseppe Saronni (Ita)   | Francesco Moser (Ita)    | Giuseppe Saronni (Ita) |
| 30 mei                 | etappe 13 | Aosta - Meda                      | 229 km  | Dino Porrini (Ita)        | Claudio Bortolotto (Ita) | Fritz Wehrli (Zwi)       | Giuseppe Saronni (Ita) |
| 31 mei                 | etappe 14 | Meda - Bosco Chiesanuova          | 212 km  | Bernt Johansson (Zwe)     | Francesco Moser (Ita)    | Knut Knudsen (Noo)       | Giuseppe Saronni (Ita) |
| 1 juni                 | etappe 15 | Verona - Treviso                  | 121 km  | Giuseppe Martinelli (Ita) | Pierino Gavazzi (Ita)    | Willem Thomas (Bel)      | Giuseppe Saronni (Ita) |
| 2 juni                 | etappe 16 | Treviso - Pieve di Cento          | 195 km  | Roberto Ceruti (Ita)      | Giuseppe Saronni (Ita)   | Francesco Moser (Ita)    | Giuseppe Saronni (Ita) |
| 3 juni was een rustdag |           |                                   |         |                           |                          |                          |                        |
| 4 juni                 | etappe 17 | Pieve di Cadore - Trente          | 194 km  | Francesco Moser (Ita)     | Silvano Contini (Ita)    | Marcel Tinazzi (Fra)     | Giuseppe Saronni (Ita) |
| 5 juni                 | etappe 18 | Trente - Barzio                   | 245 km  | Amlicare Sgalbazzi (Ita)  | Alfredo Chinetti (Ita)   | Wladimiro Panizza (Ita)  | Giuseppe Saronni (Ita) |
| 6 juni                 | etappe 19 | Cesano Maderno - Milaan (tijdrit) | 44 km   | Giuseppe Saronni (Ita)    | Roberto Visentini (Ita)  | Francesco Moser (Ita)    | Giuseppe Saronni (Ita) |

 winnaars · 
roze trui · 
  puntenklassement · 
  bergklassement · 
 jongerenklassement · 
 intergiro · 
 ploegenklassement · 
 strijdlust · 
 zwarte trui
Giro d'Italia Next Gen · Giro Donne · Cima Coppi
 Belgische rozetruidragers · etappewinnaars
 Nederlandse rozetruidragers · etappewinnaars
Mannen:
1909 · 
1910 · 
1911 · 
1912 · 
1913 · 
1914 · 
1919 · 
1920 · 
1921 · 
1922 · 
1923 · 
1924 · 
1925 · 
1926 · 
1927 · 
1928 · 
1929 · 
1930 · 
1931 · 
1932 · 
1933 · 
1934 · 
1935 · 
1936 · 
1937 · 
1938 · 
1939 · 
1940 · 
1946 · 
1947 · 
1948 · 
1949 · 
1950 · 
1951 · 
1952 · 
1953 · 
1954 · 
1955 · 
1956 · 
1957 · 
1958 · 
1959 · 
1960 · 
1961 · 
1962 · 
1963 · 
1964 · 
1965 · 
1966 · 
1967 · 
1968 · 
1969 · 
1970 · 
1971 · 
1972 · 
1973 · 
1974 · 
1975 · 
1976 · 
1977 · 
1978 · 
1979 · 
1980 · 
1981 · 
1982 · 
1983 · 
1984 · 
1985 · 
1986 · 
1987 · 
1988 · 
1989 · 
1990 · 
1991 · 
1992 · 
1993 · 
1994 · 
1995 · 
1996 · 
1997 · 
1998 · 
1999 · 
2000 · 
2001 · 
2002 · 
2003 · 
2004 · 
2005 · 
2006 · 
2007 · 
2008 · 
2009 · 
2010 · 
2011 · 
2012 · 
2013 · 
2014 · 
2015 · 
2016 · 
2017 · 
2018 · 
2019 · 
2020 · 
2021 · 
2022 · 
2023 · 
2024 · 
2025
Vrouwen:
1988 · 
1989 · 
1990 · 
1991 ·
1992 ·
1993 · 
1994 · 
1995 · 
1996 · 
1997 · 
1998 · 
1999 · 
2000 · 
2001 · 
2002 · 
2003 · 
2004 · 
2005 · 
2006 · 
2007 · 
2008 · 
2009 · 
2010 · 
2011 · 
2012 ·
2013 · 
2014 ·
2015 ·
2016 ·
2017 ·
2018 ·
2019 ·
2020 ·
2021 ·
2022 ·
2023 ·
2024 ·
2025